# Eishockey-Nationalliga (Österreich) 2001/02
Die Saison 2001/02 der österreichischen Eishockey-Nationalliga wurde mit neun Mannschaften ausgespielt und stellte einen Zusammenschluss der Nationalliga-Teams mit einigen ehemaligen Oberliga-Mannschaften dar, die auch in dieser Saison nicht ausgetragen wurde. Titelverteidiger war der EC Red Bull Salzburg, neuer Meister wurde der EC Supergau Feldkirch.

## Grunddurchgang

### Tabelle nach dem Grunddurchgang
| Platz | Team                  | GP | W  | L (OL) | GF:GA | Pts |
| ----- | --------------------- | -- | -- | ------ | ----- | --- |
| 1     | EC Red Bull Salzburg  | 16 | 13 | 2 (1)  | 90:47 | 27  |
| 2     | EC Supergau Feldkirch | 16 | 12 | 3 (1)  | 87:48 | 25  |
| 3     | EV Zeltweg            | 16 | 11 | 4 (1)  | 77:57 | 23  |
| 4     | EC Kitzbühel          | 16 | 9  | 4 (3)  | 89:71 | 21  |
| 5     | EHC Bregenzerwald     | 16 | 10 | 6 (0)  | 56:64 | 20  |
| 6     | EC Dornbirn           | 16 | 5  | 8 (3)  | 65:84 | 13  |
| 7     | EHC Montafon          | 16 | 5  | 10 (1) | 66:96 | 11  |
| 8     | SV Ehrwald            | 16 | 4  | 11 (1) | 54:72 | 9   |
| 9     | EC Wattens            | 16 | 3  | 12 (1) | 32:77 | 7   |

## Playoffs

### Viertelfinale
- Red Bulls Salzburg (1) – SV Ehrwald (8): 2:0 (17:5, 8:2)
- Supergau Feldkirch (2) – EHC Montafon (7): 2:0 (15:4, 8:5)
- EV Zeltweg (3) – EC Dornbirn (6): 2:0 (7:0, 7:5)
- EC Kitzbühel (4) – Bregenzerwald (5): 2:1 (6:5, 2:5, 7:2)

### Halbfinale
- Red Bulls Salzburg (1) – Kitzbühel (4): 3:0 (9:6, 7:2, 7:3)
- EC Supergau Feldkirch (2) – EV Zeltweg (3): 3:0 (8:0, 4:2, 10:3)

### Finale
- Red Bulls Salzburg (1) – EC Supergau Feldkirch (2): 0:3 (3:5, 5:6 n. P., 3:4 n. V.)

Der EC Supergau Feldkirch entschloss sich nach dem Sieg im Finale, die Möglichkeit zum Aufstieg in die Bundesliga wahrzunehmen.

## Meisterschaftsendstand
1. EC Supergau Feldkirch
2. EC Red Bull Salzburg
3. EV Zeltweg
4. EC Kitzbühel
5. EHC Bregenzerwald
6. EC Dornbirn
7. EHC Montafon
8. SV Ehrwald
9. EC Wattens

## Kader des Nationalliga-Meisters
| Nationalliga-Meister EC Supergau Feldkirch | Torhüter: Arnulf Zimmermann Verteidiger: Martin Gregor, Marc Colleoni, Konrad Dorn, Stefan Spannring, Hans Werner Vetter, Martin Mallinger Angreifer: Roman Bozek, Maximilian Squillace, Siegfried Haberl, Bernd Schmidle, Daniel Gauthier, Domingo Usubelli, Fritz Ganster, Dániel Fekete, Bernd Walch, Frank Vogel, Christian Schmitt, René Längle, Markus Frankenberger, Marc-Philipp Kotnauer Cheftrainer: |